# Peter Wennman
Peter Wennman, född 1954, är en svensk sportjournalist som var verksam som Sportbladets korrespondent i London. Varje lördag i tidningen under flera års tid skrev han om blandade nyheter från den engelska ligafotbollen under sidan London Calling.
År 2006 gav han ut boken Svennis krig, där han skildrar Sven-Göran Erikssons tillvaro som Englands förbundskapten i fotboll.